# William Wilson Morgan
William Wilson Morgan (* 3. Januar 1906 in Bethesda, Tennessee; † 21. Juni 1994) war ein US-amerikanischer Astronom.
Er arbeitete am Yerkes-Observatorium. Ein Hauptarbeitsgebiet von Morgan war die Spektralklassifikation. Zusammen mit Philip C. Keenan entwickelte er das MK-System. Anhand von Entfernungsbestimmungen von O- und B-Sternen wies er zusammen mit Donald Osterbrock und Stewart Sharpless die Spiralarme der Milchstraße nach.

## Ehrungen
- 1956 Mitglied der National Academy of Sciences
- 1958 Bruce Medal
- 1961 Henry Norris Russell Lectureship
- 1964 Mitglied der American Academy of Arts and Sciences
- 1980 Henry Draper Medal
- 1983 Herschel-Medaille
- 1989 Namensgeber für den Asteroiden (3180) Morgan[1]